# 倉敷福田郵便局
倉敷福田郵便局（くらしきふくだゆうびんきょく）は、岡山県倉敷市にある郵便局。民営化前の分類では無集配特定郵便局であった。

## 概要

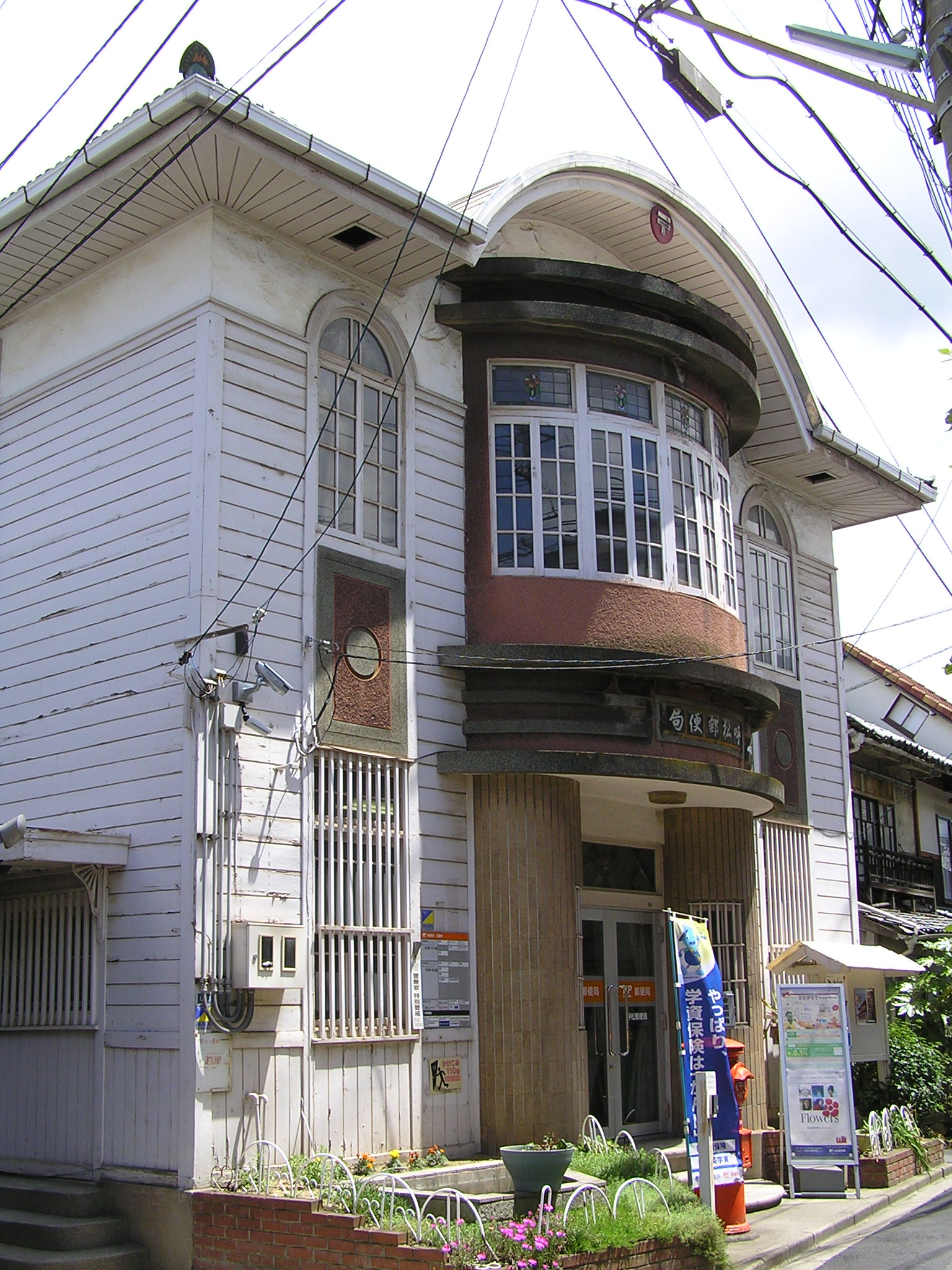
旧・呼松郵便局

住所：〒712-8043 岡山県倉敷市広江1-3-18
（移転前：〒712-8053 岡山県倉敷市呼松2-9-23）
旧局舎（呼松郵便局）は、アールデコ様式でステンドグラスを使用するなど、木造2階建て洋風建築のレトロな建物で、1935年（昭和10年）に完成。しかし、築80年で老朽化が進み、ゆうちょ銀行ATMも設置されていなかったため、安定的な郵便局サービスを提供するため2014年（平成26年）10月14日に局舎を約1.1km北へ新築移転（倉敷福田郵便局に改称）し、同時にゆうちょ銀行ATMを設置した。
なお、旧局舎は移転後も現存している。

## 沿革
- 1874年（明治7年） - 福田郵便取扱所として設置[1]。
- 1875年（明治8年） - 福田郵便局となる[1]。
- 1902年（明治35年）3月1日 - 呼松郵便局に改称[1]。
- 1935年（昭和10年）12月1日 - 先代局舎が完成[1]。
- 1960年（昭和35年）10月11日 - 集配業務を水島郵便局へ移管。
- 2007年（平成19年）10月1日 - 民営化。
- 2012年（平成24年）10月1日 - 日本郵便株式会社発足。
- 2014年（平成26年）10月14日 - 倉敷市広江1-3-18へ移転し、倉敷福田郵便局に改称。同日ゆうちょ銀行ATMを設置[4]。

## 取扱内容
- 郵便、印紙、ゆうパック
- 貯金、為替、振替、振込、国債
- 生命保険、バイク自賠責保険、がん保険
- ゆうちょ銀行ATM

## 周辺
- 倉敷市立第三福田小学校
- ハローズ広江店
- 国道430号

## アクセス
- 下電バス 高橋停留所、広江山の鼻停留所下車
- 瀬戸中央自動車道 水島ICから西へ約3.6km
- 駐車場あり：4台